# Gare de Jaunay-Clan
La gare de Jaunay-Clan est une gare ferroviaire française de la ligne de Paris-Austerlitz à Bordeaux-Saint-Jean, située sur le territoire de la commune de Jaunay-Marigny, dans le département de la Vienne, en région Nouvelle-Aquitaine.
Elle est mise en service en 1851. C'est une halte de la Société nationale des chemins de fer français (SNCF), desservie par des trains TER Nouvelle-Aquitaine.

## Situation ferroviaire
Établie à 66 mètres d'altitude, la gare de Jaunay-Clan est située au point kilométrique (PK) 324,686 de la ligne de Paris-Austerlitz à Bordeaux-Saint-Jean, entre les gares de Dissay (Vienne) et du Futuroscope.

## Histoire
La gare est ouverte le 15 juillet 1851.
En 2022, selon les estimations de la SNCF, la fréquentation annuelle de la gare était de 19 025 voyageurs contre 26 591 voyageurs en 2019 et 24 999 en 2018.

## Service des voyageurs

### Accueil
C'est un point d'arrêt non géré (PANG), équipé de deux quais avec abris. Le passage d'une voie à l'autre se fait par un passage supérieur.

### Desserte
Jaunay-Clan est desservie par des trains omnibus du réseau TER Nouvelle-Aquitaine circulant entre Châtellerault et Poitiers. Certains sont prolongés ou amorcés respectivement à Tours d'un côté, à Angoulême de l'autre.